# Ellora Torchia
Pour les articles homonymes, voir Torchia.
Rashmika Ellora Torchia, née à Hammersmith (Royaume-Uni) en avril 1992, est une actrice britannique.
Pour son rôle dans le film In the Earth (2021), elle a été nommée pour un British Independent Film Award. Ses autres films incluent Les Cowboys (2015), Midsommar (2019) et Ali et Ava (2021).
Elle a été nommée 2021 Screen International Star of Tomorrow et BAFTA Breakthrough Brit,.

## Biographie
Ellora Torchia naît à Hammersmith, dans l'ouest de Londres, de la mère sud-africaine-indienne Veena et du père italien Maurelio, qui se sont rencontrés en Suisse. Elle a trois sœurs. La famille a vécu au Sri Lanka, en Inde, en Turquie, en Tunisie et au Japon, avant de retourner à Londres lorsque Torchia avait 13 ans.
Torchia est diplômée de la Royal Academy of Dramatic Art (RADA) en 2014 avec un Bachelor of Arts en théâtre.

### Vie privée
Ellora Torchia parle anglais et français. Elle a été élevée végétalienne et aide ses parents à gérer une entreprise appelée Arty Vegan.

## Filmographie partielle

### Au cinéma
- 2015 : Les Cowboys : Shazhana
- 2018 : Premières Vacances : Tania
- 2019 : Midsommar : Connie
- 2021 : In the Earth : Alma
- 2021 : Crisis : Reeva
- 2021 : Ali et Ava : Runa
- Cold Storage (en) : Abigail
- 2024 : A Real Pain de  Jesse Eisenberg : Priya

### Télévision
| Année     | Titre                                 | Rôle                      | Remarques                      |
| --------- | ------------------------------------- | ------------------------- | ------------------------------ |
| 2010      | MI-5                                  | Aala Hall                 | 1 épisode                      |
| 2014      | Les Soupçons de Monsieur Whicher      | Miss Khan / Zeenat Jabour | épisode "Beyond the Pale (en)" |
| 2015      | DCI Banks                             | Nafeesah Kamel            | 2 épisodes                     |
| 2015      | Indian Summers                        | Sita                      | 9 épisodes (saison 1)          |
| 2016      | Beowulf : Retour dans les Shieldlands | Vishka                    | 12 épisodes                    |
| 2017      | Broadchurch                           | Nira                      | 1 épisode                      |
| 2018–2020 | The Split                             | Maggie Lavelle            | 12 épisodes (saisons 1–2)      |
| 2019      | Dark Money (en)                       | Dr Emily Watkins          | épisode "The Valiant One"      |
| 2021      | The Nevers                            | Knitter                   | épisode "True (en)"            |
| 2021      | On the Edge                           | Maia                      | épisode "Cradled"              |
| 2022      | Infiniti                              | Reva                      | 6 épisodes                     |
| 2022      | Grantchester                          | Maya                      | 3 épisodes (saison 7)          |
| 2023      | The Gold (en)                         | Sienna Rose               | 5 épisodes                     |
| 2024      | House of the dragon                   | Kat, spouse of Hugh       | Saison 2 - Episode 2           |
|           |                                       |                           |                                |

## Théâtre
| Année | Titre                   | Rôle           | Remarques                 |
| ----- | ----------------------- | -------------- | ------------------------- |
| 2016  | Boys Will Be Boys       | Priya Sengupta | Théâtre Bush, Londres     |
| 2017  | The Treatment           | The Maid       | Théâtre Almeida, Londres  |
| 2018  | All That Ends Well      | Helena         | Théâtre du Globe, Londres |
| 2018  | Les Deux Nobles Cousins | Emilia         | Théâtre du Globe, Londres |
| 2018  | Votes for Women         |                | Théâtre National, Londres |

## Récompenses et nominations
| Année | Récompense                           | Catégorie                     | Œuvre                                           | Résultat   | Réf.  |
| ----- | ------------------------------------ | ----------------------------- | ----------------------------------------------- | ---------- | ----- |
| 2019  | Prix Ian Charleson                   | Prix Ian Charleson            | Les Deux Nobles Cousins (The Two Noble Kinsmen) | Nomination | [ 7 ] |
| 2021  | Prix du film indépendant britannique | Breakthrough Performance (en) | In the Earth                                    | Nomination | [ 8 ] |

- (en) Rashmika Ellora Torchia: Awards, sur l'Internet Movie Database